# Perlongipalpus pinipumilis
Perlongipalpus pinipumilis là một loài nhện trong họ Linyphiidae.
Loài này thuộc chi Perlongipalpus. Perlongipalpus pinipumilis được Kirill Yuryevich Eskov & Yuri M. Marusik miêu tả năm 1991.